# キングストニアンFC
キングストニアン・フットボールクラブ（Kingstonian Football Club）はイングランド、ロンドン、キングストン・アポン・テムズを本拠地とするサッカークラブチームである。2010-2011シーズンはイスミアンリーグ・プレミアディヴィジョン（7部相当）に所属。

## タイトル

### 国内タイトル
- FAトロフィー:2回

1999-2000,2000-2001
- FAアマチュアカップ:1回

1932-1933
- カンファレンス・チャリティーシールド:1回

1998-1999
- イスミアンリーグ・プレミアディヴィジョン:3回

1933-1934,1936-1937,1997-1998
- イスミアンリーグカップ:1回

1996-1997
- イスミアンリーグ・チャリティーシールド:

1994-1995,1997-1998
- サリー・シニアカップ:13回

1910-1911,1913-1914,1925-1926,1930-1931,1931-1932,1934-1935,1938-1939
1951-1952,1962-1963,1963-1964,1966-1967,1997-1998,2005-2006
- ロンドン・シニアカップ:3回

1962-1963,1964-1965,1986-1987

### 国際タイトル
- なし

## 歴代監督
As of 20 January 2008
- キム・ハリス 2002.12 - 2004.8
- Scot Steele 2004.8 - 2005.3
- イアン・マクドナルド 2005.3 - 2006.5
- Stuart McIntyre 2006.5 - 2007.1
- アラン・ドーソン 2007.1 - 現在